# Antoine Lahad
Antoine Lahad (ur. 1927 w Al Qattara, zm. 10 września 2015 w Paryżu) – libański generał, polityk, maronita. W 1952 ukończył Libańską Akademię Wojskową. W 1983 odszedł z libańskiego wojska. Objął w 1984 po śmierci Saada Haddada dowództwo nad Armią Południowego Libanu. W 1988 aktywistka Libańskiej Partii Komunistycznej, Suha Biszara próbowała dokonać zamachu na jego życie. Przeżył zamach ale musiał w jego wyniku spędzić 8 tygodni w szpitalu. Po wycofaniu się Izraelczyków z Południowego Libanu w maju 2000 roku, zbiegł za granicę. Przebywał na emigracji w Izraelu, a następnie we Francji. Został skazany zaocznie na karę dożywotniego pozbawienia wolności.